# Relaciones Indonesia-Japón
Indonesia y Japón establecieron relaciones diplomáticas en 1958. Ambas son dos naciones asiáticas que comparten lazos históricos, económicos y políticos. Ambas naciones atravesaron un período difícil en la Segunda Guerra Mundial cuando las entonces Indias Orientales Holandesas fueron ocupadas por el Ejército Imperial Japonés durante tres años y medio. Japón es un importante socio comercial de Indonesia. Japón es el mayor socio de exportación de Indonesia y también un importante donante de ayuda para el desarrollo a Indonesia a través de la Agencia de Cooperación Internacional de Japón. Indonesia es un proveedor vital de recursos naturales como el gas natural licuado para Japón. Ambos países son miembros del G20 y APEC. Hoy en Indonesia, hay alrededor de 11.000 expatriados japoneses, mientras que en Japón hay aproximadamente 24.000 ciudadanos indonesios trabajando y capacitándose.
Indonesia tiene una embajada en Tokio y un consulado en Osaka. Japón tiene una embajada en Yakarta, un consulado general en Surabaya y consulados en Medan, Denpasar y Makassar.

## Historia
La lingüista Ann Kumar (2009) propuso que algunos austronesios emigraron a Japón, posiblemente un grupo élite de Java, y crearon la sociedad jerárquica japonesa e identifica 82 cognados plausibles entre austronesio y japonés.

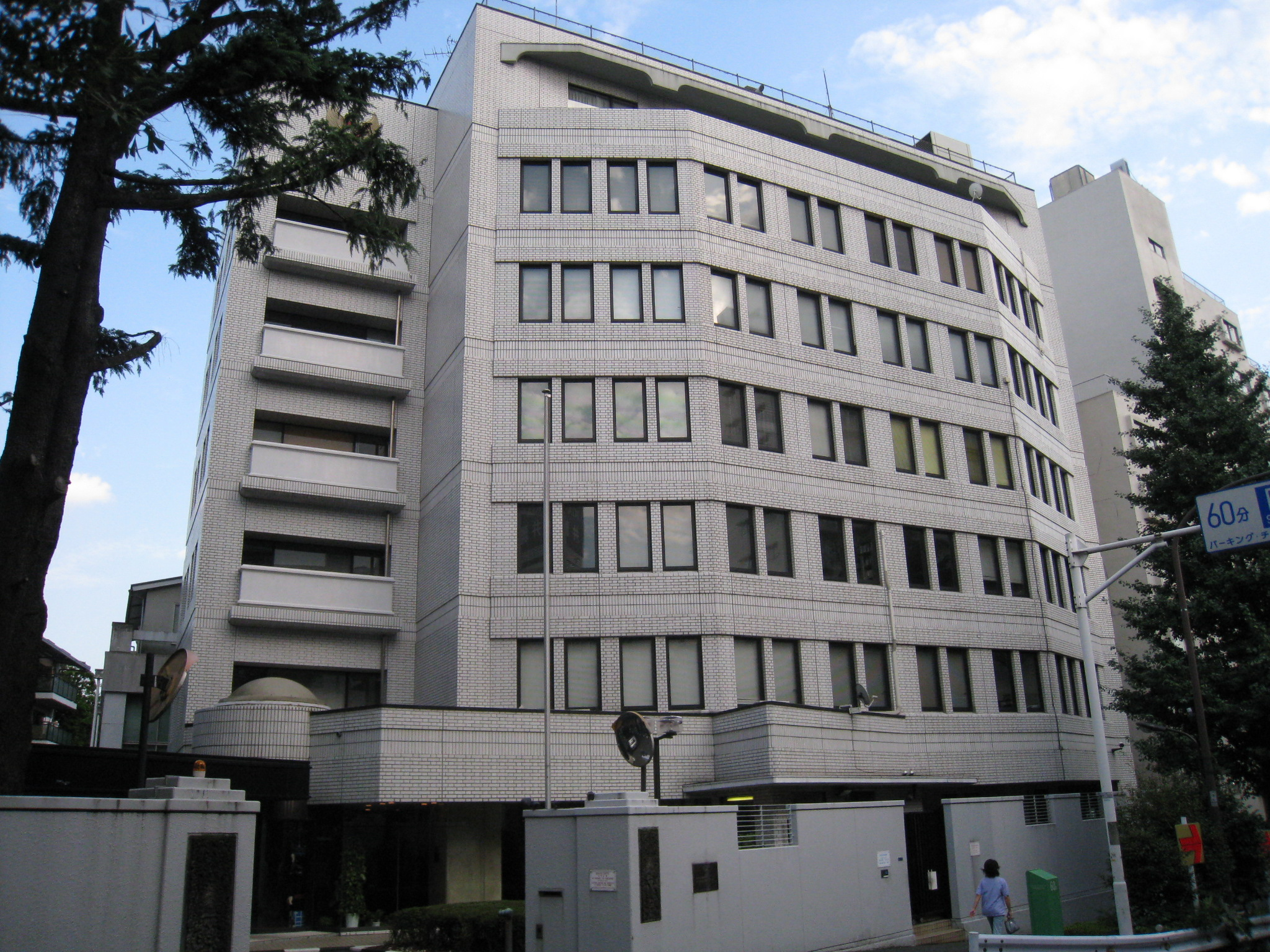
Embajada de Indonesia en Japón

### Relaciones de la era colonial
Especialmente en la ciudad de Nagasaki, durante el poder de Oda Nobunaga Daimyo, período Sengoku del siglo XVI con el destierro de todos los misioneros católicos, los comerciantes de países católicos también fueron expulsados del país. Junto con ellos, sus hijos, mitad japoneses y mitad europeos, se vieron obligados a irse. La mayoría se envió a Jagatara (Yakarta) y los lugareños aún los recuerdan como las personas que escribieron las conmovedoras cartas que se pasaron de contrabando a través del mar a su tierra natal.
Jagatara Oharu (じ ゃ が た ら 春 Oh, Oharu de Yakarta) o Jeronima Haru Marino (Jeronima Simonsen) (¿nacida en Nagasaki, 1625? - fallecida en Batavia, abril de 1697 a la edad de 72 años) que fueron expulsadas de Japón en principios del período Edo, y más tarde se establecieron en Batavia, las Indias Orientales Holandesas.
A principios del siglo XVII, se registró por primera vez que los colonos japoneses se asentaron en las Indias Orientales Holandesas. Una ola más grande llegó en el siglo XVII, cuando los barcos Red Seal comerciaban en el sudeste asiático. En 1898, los registros coloniales de las Indias Orientales Holandesas muestran que 614 japoneses residían en las Indias Orientales Holandesas (166 hombres, 448 mujeres). A medida que crecía la población japonesa, se estableció un consulado japonés en Batavia en 1909, pero durante los primeros años sus estadísticas de población fueron bastante desordenadas. A fines de la década de 1920, los pescadores de Okinawa comenzaron a establecerse en el norte de Sulawesi. Había una escuela primaria japonesa en Manado, que en 1939 tenía 18 alumnos. En total, 6349 japoneses vivían en Indonesia en 1938.
En 1942, el Imperio de Japón invadió países del sudeste asiático, incluida Indonesia. Los japoneses se apoderaron de las zonas clave de producción de petróleo de Borneo, Java, Sumatera y Nueva Guinea Holandesa (la actual provincia indonesia de Papúa, que también era convenientemente abundante en cobre de gran valor) de las últimas Indias Orientales Holandesas, derrotando a las fuerzas holandesas. y fueron recibidos por muchos como héroes liberadores por los nativos de Java. Muchos nativos vieron como la realización de una profecía indígena javanesa. Los japoneses alentaron la difusión del sentimiento nacionalista indonesio. Aunque esto se hizo más por la ventaja política japonesa que por el apoyo altruista a la independencia de Indonesia, este apoyo creó nuevas instituciones indonesias y elevó a líderes políticos como Sukarno. Mediante el reclutamiento de líderes nacionalistas indonesios, los japoneses intentaron reunir el apoyo de Indonesia y movilizar al pueblo indonesio en apoyo de los esfuerzos de guerra japoneses. La experiencia de la ocupación japonesa de Indonesia varió considerablemente, según la ubicación y la posición social de cada uno. Muchos de los que vivían en áreas consideradas esenciales para el esfuerzo bélico sufrieron torturas, esclavitud sexual, arrestos y ejecuciones arbitrarias y otros crímenes de guerra. Muchos miles de personas fueron sacadas de Indonesia como trabajadores forzados, o romusha, para proyectos militares japoneses donde había una tasa de mortalidad muy alta.
Para obtener el apoyo militar del pueblo indonesio en su guerra contra las fuerzas aliadas occidentales, Japón comenzó a fomentar el movimiento nacionalista indonesio proporcionando a los jóvenes indonesios entrenamiento militar y armas, incluida la formación de un ejército de voluntarios llamado PETA (Pembela Tanah Air – Defenders of the Patria). El entrenamiento militar japonés de los jóvenes indonesios originalmente tenía la intención de reunir el apoyo local para reforzar el poder colapsado del Imperio japonés. Sin embargo, más tarde este entrenamiento militar se convirtió en un activo importante para la República de Indonesia durante la Revolución Nacional de 1945 a 1949.
En 1945, con los japoneses al borde de la derrota, los holandeses intentaron restablecer su autoridad en Indonesia y solicitaron al ejército japonés que "preservara la ley y el orden" en Indonesia. Desafortunadamente para los holandeses, los japoneses estaban a favor de ayudar a los nacionalistas indonesios a prepararse para el autogobierno. El 7 de septiembre de 1944, cuando la guerra iba mal para los japoneses, el primer ministro Kuniaki Koiso prometió la independencia de Indonesia, aunque el primer ministro no fijó una fecha para esta independencia. El 29 de abril de 1945, la fuerza del 16.º ejército japonés formó el BPUPK (en japonés: Dokuritsu Junbi Chou-sakai), un comité organizado por los japoneses para trabajar en "los preparativos para la independencia en la región del gobierno de esta isla de Java". La organización fue fundada el 29 de abril de 1945 por el teniente general. Kumakichi Harada, el comandante del 16.º Ejército en Java. Discutió asuntos relacionados con la independencia de Indonesia, aunque la posterior Proclamación de Independencia de Indonesia el 17 de agosto de 1945 fue llevada a cabo de forma independiente por Sukarno y Hatta sin el apoyo oficial de Japón.

### Relaciones de la era posterior a la independencia

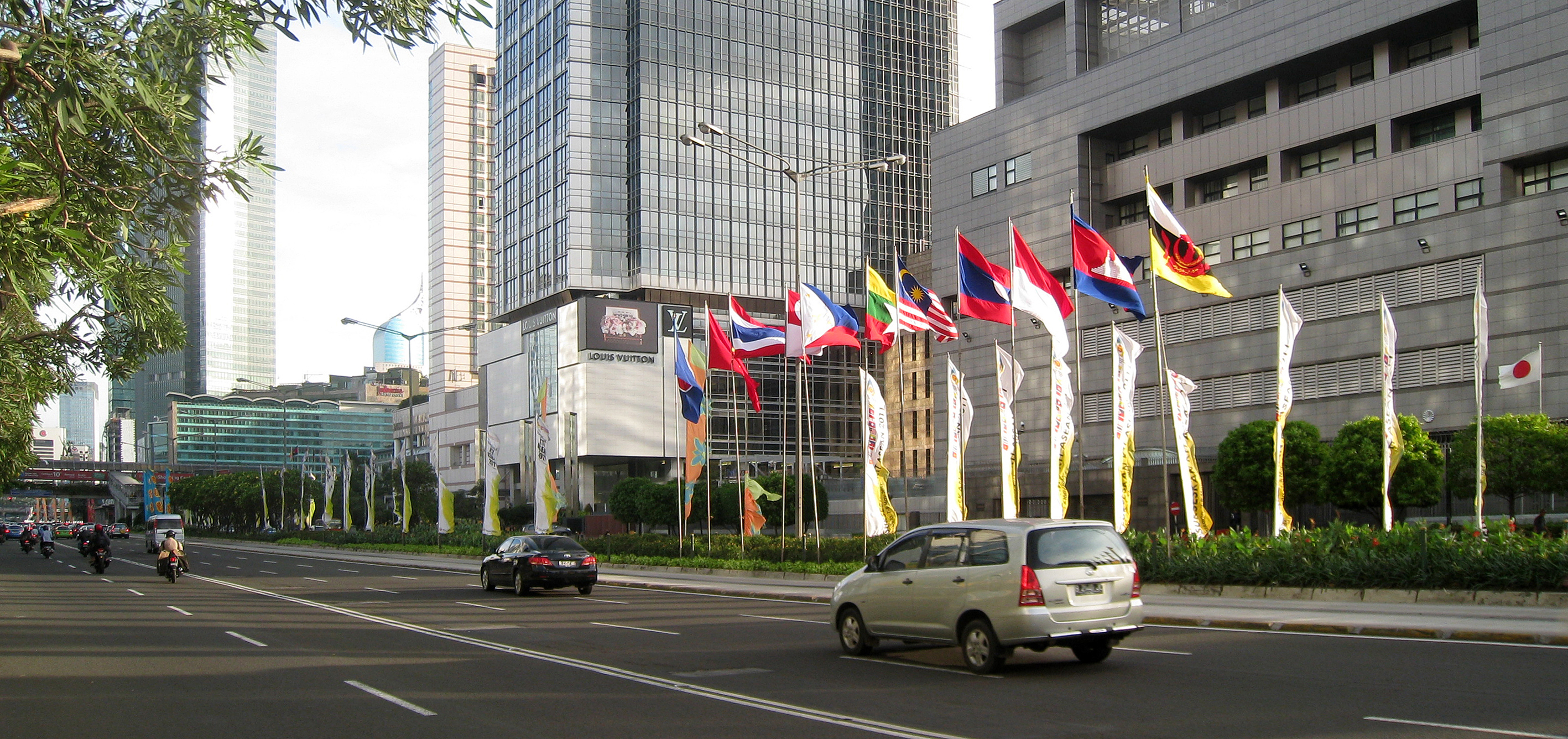
La Embajada de Japón (derecha) en Jl. Thamrin, Yakarta Central.

Después del final de la ocupación japonesa, aproximadamente 3000 soldados del Ejército Imperial Japonés optaron por permanecer en Indonesia y luchar junto a la población local contra los colonos holandeses en la Revolución Nacional de Indonesia; aproximadamente un tercio fueron asesinados, muchos de los cuales están enterrados en el Cementerio de los Héroes de Kalibata, mientras que otro tercio decidió permanecer en Indonesia después de que terminaron los combates, algunos de ellos fueron condecorados como héroes de la independencia de Indonesia.
Después de la revolución de Indonesia, la independencia de Indonesia fue reconocida a finales de 1949. A mediados de la década de 1950, comenzaron las conversaciones entre Japón e Indonesia sobre las reparaciones de guerra después de la firma del Acuerdo de San Francisco, y finalizaron con el Acuerdo sobre Compensación y la apertura de relaciones diplomáticas en 1958. Las relaciones diplomáticas bilaterales entre la República de Indonesia y Japón se establecieron oficialmente en abril de 1958.
En la década de 1970, los fabricantes japoneses, especialmente los del sector electrónico, comenzaron a establecer fábricas en Indonesia; esto alentó la migración de una nueva ola de expatriados japoneses, principalmente gerentes y personal técnico conectado a grandes corporaciones japonesas. La industria automotriz japonesa también comenzó a dominar el mercado indonesio y, en la actualidad, los fabricantes de automóviles japoneses disfrutan de las mayores cuotas de mercado en Indonesia. Simultáneamente, los productos de consumo japoneses comenzaron a llegar al mercado de Indonesia.
Sin embargo, la dominación económica japonesa sobre Indonesia ha llevado a la oposición popular que se intensificó hasta convertirse en el incidente de Malari (abreviatura del indonesio: Malapetaka Limabelas Januari o "desastre del quince de enero") cuando las manifestaciones antijaponesas y contra la inversión extranjera provocaron disturbios el 15 de enero. Enero de 1974, durante la visita de estado del primer ministro japonés Kakuei Tanaka a Yakarta del 14 al 17 de enero de 1974.
La inversión japonesa en Indonesia ha aumentado constantemente desde la década de 1980 y continuó hasta el siglo XXI.

## Relaciones económicas
En 2012, había entre 1200 y 1300 empresas japonesas operando en Indonesia, con unos 12 000 ciudadanos japoneses viviendo en Indonesia. Japón ha estado invirtiendo en Indonesia durante décadas, particularmente en los sectores automotriz, de productos electrónicos, energético y minero. Antes de la formación de la República de Indonesia, los japoneses habían visto a Indonesia como una importante fuente de recursos naturales. La necesidad japonesa de recursos naturales fue una de las razones que llevaron a la nación a avanzar más hacia el sur en sus conquistas militares durante la Segunda Guerra Mundial. En la actualidad, Indonesia es el principal proveedor de Japón de caucho natural, gas natural licuado, carbón, minerales, pulpa de papel, mariscos como camarones y atún, y café. Tradicionalmente, Indonesia ha sido considerada como un importante mercado de productos electrónicos y automotrices japoneses. Para las empresas japonesas, Indonesia ha sido un lugar para operaciones de fabricación de bajo costo, además de ser la fuente de varios recursos naturales requeridos por esas operaciones. Aproximadamente 1.000 empresas japonesas operan en Indonesia y emplean a unas 300.000 personas. Las principales fábricas japonesas se concentran al este de Yakarta con altas concentraciones en Bekasi, Cikarang y Karawang, Java Occidental.
Ha surgido una nueva tendencia en la inversión directa japonesa en Indonesia como resultado del aumento de los ingresos, una gran población y el aumento del consumo de bienes de consumo en Indonesia. En consecuencia, la inversión directa japonesa ya no se limita a los sectores tradicionales, sino que ahora también incluye los sectores minorista, de medios y de productos de consumo.[cita requerida] Cadenas de restaurantes japoneses como Ootoya, Yoshinoya, Sukiya y Ebisu Curry, tiendas de moda, venta al por menor y electrodomésticos como Sogo, AEON y MUJI, y librerías como Books Kinokuniya han entrado recientemente en el mercado de Indonesia. Taisho Pharmaceutical Co. adquirió recientemente Bristol Myers Indonesia.[cita requerida] La inversión de estas nuevas corporaciones se ve alentada por el éxito de varias empresas japonesas. Ajinomoto está planeando la construcción de una nueva fábrica de US$50 millones en Indonesia.
La tendencia del volumen del comercio bilateral en el período 2007-2011 reveló un aumento promedio de 11,97 por ciento por año, ya que las cifras del comercio bilateral muestran un aumento significativo de US $ 30,15 mil millones en 2007 a US $ 53,15 mil millones en 2011. El comercio entre dos países ascendió a alrededor de $ 37,44 mil millones en 2018, lo que clasificó a Japón como el segundo socio comercial más grande de Indonesia detrás de China ($ 72,67 mil millones).
El 20 de octubre de 2020, el primer ministro japonés, Yoshihide Suga, visitó Indonesia y prometió préstamos a bajo interés de ¥ 50 mil millones ($ 473 millones) a Indonesia en conversaciones con el presidente de la nación del sudeste asiático, Joko Widodo, para ayudarlo a hacer frente a las consecuencias económicas de la pandemia del coronavirus.

## Intercambio cultural y turismo

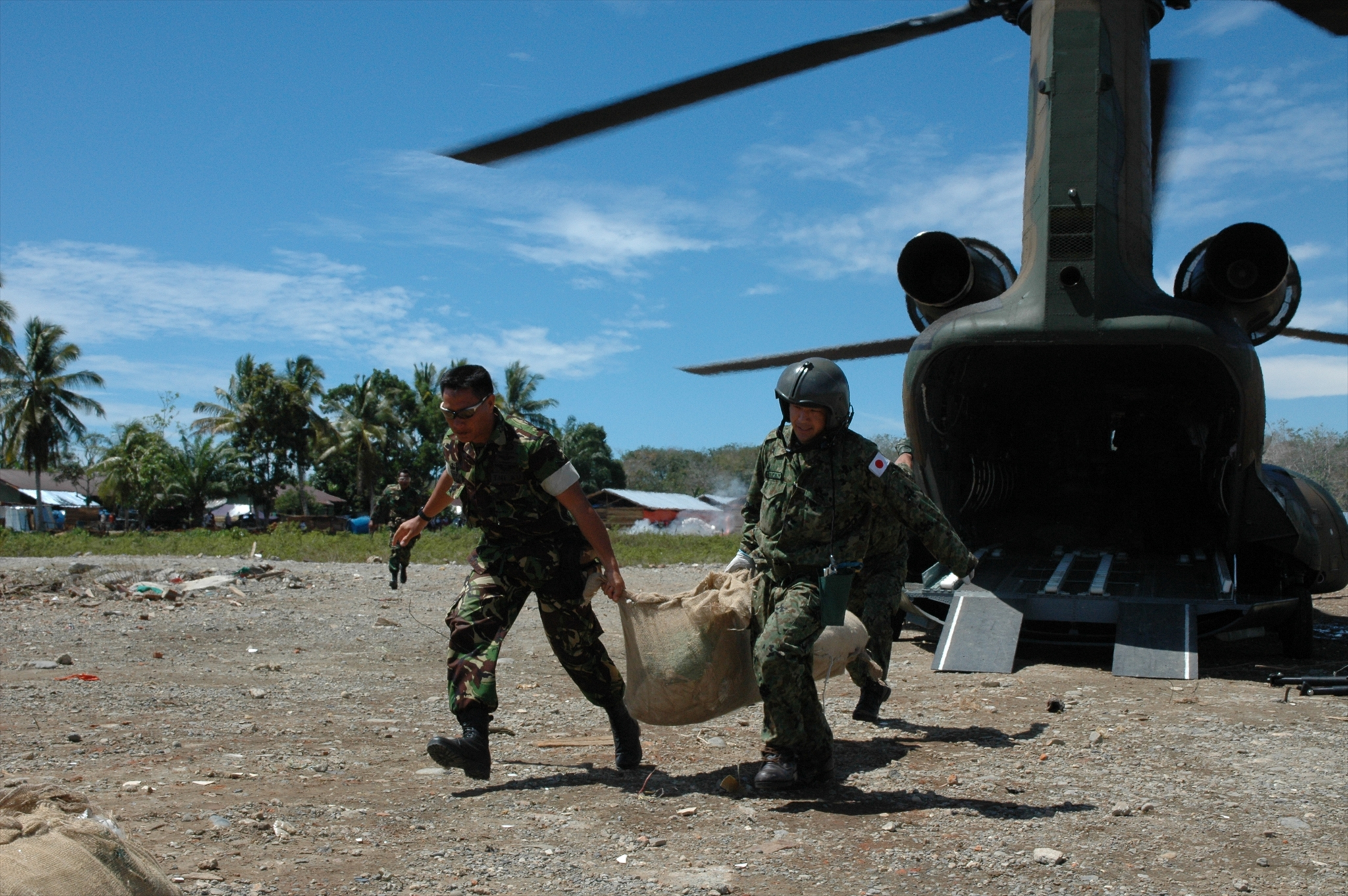
Soldados de la JGSDF distribuyendo ayuda durante sus actividades de socorro en casos de desastre tras el tsunami de Aceh de 2004

La cultura japonesa es bien conocida en Indonesia, desde las señas de identidad tradicionales como la cocina japonesa, el kimono, el origami, el samurái y el karate, hasta la cultura moderna, que incluye el manga, el anime, los videojuegos, el J-pop y el discípulo del automovilismo a la deriva. Programas de animación japoneses populares como Doraemon, Power Rangers y Crayon Shinchan, así como videojuegos como Super Mario, Street Fighter y Final Fantasy han ganado popularidad entre los indonesios desde finales de la década de 1990. JKT48, con sede en Yakarta, fue el primer grupo hermano en el extranjero de AKB48, una popular banda de J-pop. Por el contrario, muchos japoneses se han interesado por la cultura indonesia. Los íconos culturales de Indonesia, como el batik, el gamelan y las danzas indonesias, han llamado la atención de los japoneses. Bali y Borobudur se han convertido en destinos populares para los turistas japoneses: Japón es una de las mayores fuentes de turismo en Bali.
Hay más de 85.000 indonesios que estudian el idioma japonés, el número más grande en el sudeste asiático y el sexto más grande del mundo. El interés de los indonesios por el idioma japonés se ha visto avivado por la creciente cantidad de empresas japonesas en Indonesia desde la década de 1980 y el gran número de turistas japoneses que visitan Indonesia. El dominio del japonés se ha convertido en una gran ventaja para los estudiantes y trabajadores indonesios.
En Yakarta, Grand Wijaya Center y Blok M tienen grupos de negocios que atienden a expatriados japoneses, incluidos restaurantes y supermercados que venden productos alimenticios importados; Bloque M, en particular. Como resultado de la gran cantidad de negocios y entretenimientos de estilo japonés – el área alrededor de Blok M y Melawai Raya Street se conoce como el "Pequeño Tokio" de Yakarta.
En 2014, el gobierno japonés abolió los requisitos de visa para los ciudadanos indonesios que poseían un pasaporte biométrico ordinario en un esfuerzo por aumentar los intercambios entre personas entre Japón e Indonesia.
El ex embajador de Japón en Indonesia, Masafumi Ishii, es conocido por su afición a varias cocinas indonesias. Con frecuencia publicaba sus actividades de alimentación en Instagram, lo que lo hizo famoso tanto en Indonesia como en Japón (Indonesia en particular).